# X Clan
X Clan sono un gruppo musicale hip hop statunitense formatosi a Brooklyn (New York City) nel 1989 e composto originariamente da Brother J, Professor X the Overseer, Paradise the Architect, and Sugar Shaft the Rhythm Provider. Con gli anni la formazione del gruppo cambia fino a comporsi dei membri Master China, Kumu, "Ultraman" Ra Hanna, ACL, Lord Cza, DJ Fat Jack, Zulu oltre al leader Brother J.
To the East, Blackwards lancia il gruppo al successo in patria: inizialmente prodotto da una label indipendente, l'album diviene un classico hip hop sotto la Island, presto inserito tra i migliori 100 album del genere dalla rivista specializzata The Source. Il secondo prodotto, Xodus (1992), pubblicato da Polydor, non riceve le stesse attenzioni e tre anni dopo l'uscita dell'album il gruppo si scioglie.
Gli X Clan si ricompongono nel 2006 con una nuova formazione, dando vita a tre nuovi lavori tra il 2007 e il 2009: il mixtape Underground Scrolls – ignorato da critica e pubblico – promuove il disco Return from Mecca che, a differenza dei precedenti, vede le collaborazioni di artisti esterni al gruppo e noti al mondo hip hop quali KRS-One, DJ Khalil, Tech N9ne, i Kottonmouth Kings e anche Damian Marley, ma non raggiunge la classifiche statunitensi. Nel 2009 esce il quarto album, prodotto con un numero minore di tracce e di collaborazioni (da notare Bun B degli Underground Kingz), tuttavia anche quest'ultimo lavoro trova parzialmente credito solo nell'ambiente underground.

## Discografia

### Album
- 1990 - To the East, Blackwards
- 1992 - Xodus
- 2007 - Return from Mecca
- 2009 - Mainstream Outlawz

### Mixtape
- 2007 - Underground Scrolls